# Bérénice (Racine)

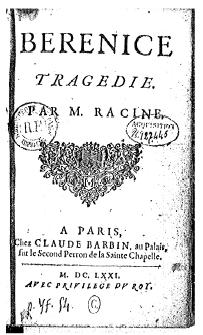
Berenice, Erstdruck 1671

Bérénice ist eine Tragödie in fünf Akten von Jean Racine.
Die Premiere war am 21. November 1670 im Hôtel de Bourgogne in Paris. Racine hat das Stück dem Finanzminister Colbert gewidmet.
Eine Ehe seines Kaisers Titus mit Berenice, einer syrischen Hasmonäerin, die mit  herodianischen Tetrarchen verwandt ist, möchte das römische Imperium nicht tolerieren. Titus fügt sich. Sueton schreibt in seiner Titus-Biographie: „Titus entließ die Königin Berenice, der er sogar die Ehe versprochen haben soll, alsbald aus Rom gegen seinen und ihren Wunsch.“ Mit diesem Zitat beginnt Racines Vorwort („Préface“) zu seiner Tragödie. Während der jahrhundertelangen Aufführungsgeschichte sei Racine die daraus entspringende Handlungsarmut des Bühnenwerkes wiederholt vorgeworfen worden.

## Inhalt
Die Handlung läuft über einen Tag, eine Woche nach dem Regierungsantritt des Titus.
Akt I.
Vor fünf Jahren schon war Antiochus nach dem Ende des Jüdischen Krieges seinem Freunde Titus zusammen mit Berenice nach Rom gefolgt. Nun, nach dem Tod des Vaters Vespasian, ist der Waffengefährte römischer Kaiser geworden. Die Geliebte Berenice hat ihm den Rivalen Titus vorgezogen. Antiochus hat sich damit abgefunden. Zwar hat sich Titus noch nicht erklärt, doch Berenice meint, Titus werde sich über den widerborstigen Senat hinwegsetzen und sie – selbst als nichtrömische Königin – ehelichen.
Akt II.
Berenice hofft noch. Titus, hin- und hergerissen, liebt zwar Berenice, doch als römischer Kaiser kommt er gegen die Staatsraison nicht an. So steht sein Entschluss fest. Er entsagt. Der treue Antiochus soll Berenice in ihr Heimatland zurückbringen.
Akt III.
Titus wird Berenice immer lieben. Trotzdem muss er Antiochus seinen Plan schmackhaft machen, für den ihm die Zustimmung des Senats als sicher scheint. Die römische Provinz Cilicien wird an Kommagene gegliedert. Somit werden König Antiochus und Königin Berenice Nachbarn dies – und jenseits des Euphrat. Berenice glaubt Antiochus nicht, als er den Befehl des Kaisers – die Trennung für immer – überbringt. Schon am nächsten Tag sollen beide gemeinsam abreisen. Die Königin schickt Antiochus fort und will ihn nie mehr sehn.
Akt IV.
Zorn rast in Berenice. Sie will den Geliebten sprechen. Titus weiß, in der bevorstehenden Begegnung muss er nicht nur standhaft, sondern auch grausam sein. Als Berenice geht, nachdem die Trennungsstunde geschlagen hatte, fürchtet Titus um das Leben der Geliebten und will sie retten.
Akt V.
Er ruft Antiochus herbei. Titus beschwört vor Berenice erneut die fünf verflossenen Jahre brennender Liebe. Zu spät – Berenice will noch am selben Tage allein abreisen und möchte sowohl Titus als auch Antiochus nicht mehr sehen.
Im Beisein von Berenice gesteht Antiochus dem erstaunten Kaiser, dass er fünf Jahre lang sein Nebenbuhler gewesen war und nun nach der schroffen Abfuhr durch die Geliebte den Tod sucht. Daraufhin sagt Berenice, Kaiserin habe sie nie werden wollen, und alle drei seien als „Vorbild aller Welt“ zum Leben verurteilt. Insbesondere Titus müsse herrschen. Antiochus fügt sich mit einem gequälten Ausruf („Hélas!)“.

## Form
Das Stück ist gegliedert in 5 Akte und besteht aus 1506 Alexandrinern. In Berenice sind die Drei Aristotelische Einheiten – Einheit des Ortes, der Zeit und der Handlung – gegeben: Es spielt im Palast des Kaisers, an einem Tag, und es geht um die Zuspitzung der Beziehung zwischen Bérénice, Kaiser Titus und dessen Freund Antiochus.

## Bühnenaufführungen
17. bis 20. Jahrhundert
Über die Jahrhunderte hinweg hielten in der Comédie-Française Stück unter anderen am Leben: Charles Chevillet (1680), Adrienne Lecouvreur (1717), Jean-Baptiste-Maurice Quinault, Abraham Alexis Quinault (1724), Mademoiselle Gaussin, Jean-Baptiste de La Noue, Jean-Jacques-François Drouin (1752), Lekain, Bellecour (1767), François-René Molé, Saint-Prix, Saint-Fal (1783), Louise Desgarcins, François-Joseph Talma (1788), Mademoiselle Georges (1807), Rachel, Pierre François Beauvallet (1844), Julia Bart, Paul Mounet, Albert Lambert (1893), René Alexandre (1919), Eugénie Segond-Weber, Maxime Desjardins, Jean Hervé (1922), Gabrielle Colonna-Romano, Maurice Escande (1923), Jean Yonnel (1926), Maurice Donneaud (1931), Marie Ventura (1932), Germaine Rouer (1934), Maurice Escande (1937), Jean Chevrier (1942), Jeanne Sully (1945), Gaston Baty, Annie Ducaux (1946), Paul-Émile Deiber (1949), Jean Deschamps (1956), Renée Faure, Denise Noël, André Falcon, Simon Eine, Jacques Destoop (1962), Geneviève Casile, Nicolas Silberg (1979).
1980 wurde das Stück in einer Inszenierung von Antoine Vitez (1930–1990) am Théâtre des Amandiers in Nanterre aufgeführt, mit Vitez, Madeleine Marion und Pierre Romans (1951–1990) in den Hauptrollen. Gespielt wurde in Kostümen des 17. Jahrhunderts.
1984 inszenierte Klaus Michael Grüber als erster deutscher Regisseur überhaupt an der Comédie-Française das Stück. Die Rollen des Titus und der Berenice spielten Richard Fontana (1951–1992) und Ludmila Mikaël.
21. Jahrhundert
2001 inszenierte Lambert Wilson Bérénice für das Festival von Avignon, es wurde anschließend auch in Paris im Théâtre national de Chaillot aufgeführt. Wilson verlegte die Handlung in das Rom Mussolinis, er selbst spielte den Antiochus, Kristin Scott Thomas die Bérénice und Didier Sandre den Titus. Die Inszenierung war sowohl für Wilson und als auch für das Publikum wenig überzeugend.
Sechs Jahre später inszenierte er das Drama für das Théâtre des Bouffes du Nord völlig neu, wobei er besonderen Wert auf die Sprache das Stücks und die Artikulation der Alexandriner legte. Verantwortlich für Bühnenbild und Ausstattung war Chloé Obolensky. Gespielt wurde auf einer minimalistisch ausgestatteten Bühne in Kostümen, die an denen Roms zur Zeit des Titus orientiert waren. Wilson selbst spielte den Titus,   Carole Bouquet die Bérénice und Fabrice Michel (1930–1990) den Antiochus. Premiere war am 18. Januar 2008.
2006 wurde das Stück am Théâtre des Amandiers unter der Regie von Jean-Louis Martinelli gespielt, mit Marie-Sophie Ferdane als Berenice, Patrick Catalifo als Titus und Hammou Graïa als Antiochus. Martinelli ließ die Akteure auf einem rechteckigen Bühnenboden spielen, ohne Bühnenbild und ohne Requisiten, mit dem Publikum zu beiden Seiten der Szene. Einen Aspekt, den er in seiner Inszenierung besonders herausarbeitete, war das Problem einer jüdischen Ehefrau an der Seite eines Römischen Imperators.
Das Stück wurde 2011 in Versailles als Inszenierung der Comédie-Française durch Muriel Mayette gespielt. Nathalie Simon vom Figaro nannte die Inszenierung „eine Bérénice ohne Leidenschaft“, rigide, kalt und langweilig anzuschauen. 2023 wurde in La Scala Paris die Bérénice in einer neuen Inszenierung durch die Regisseurin, mit der Compagnie des Théâtre National de Nice und mit Carole Bouquet in der Titelrolle, die sie bereits 2008 an der Seite von Lambert Wilson verkörpert hatte, aufgeführt.

## Rezeption im Theater, in der Oper und im Film
Die Komödie Bérénice de Molière von Igor Bauersima und Réjane Desvignes wurde am 27. Februar 2004 am Burgtheater in Wien uraufgeführt. Hintergrund der Geschichte ist die fast zeitgleiche Aufführung der beiden Fassungen von Racine und Corneille, während die Intrige Molières und die Liebesgeschichte Racines mit der Schauspielerin, die die Rolle der Bérénice spielt, reine Fiktion ist.
- 2018 Opéra Garnier, Paris, Oper von Michael Jarrell mit dem Libretto des Komponisten nach dem Drama von Racine[11], Inszenierung von Claus Guth, Dirigent: Philippe Jordan, mit Barbara Hannigan und Bo Skovhus
- 1975: TV-Film von Raymond Rouleau mit Danièle Lebrun in der Titelrolle, Laurent Terzieff als Titus und Robert Rimbaud als Antiochus.[12]
- 2010: Bérénice. Mise en scène Jean-Louis Martinelli, réalisation Hélène Ricome, DVD SOPAT (DVD-Fassung der Inszenierung am Théâtre Nanterre Amandiers 2006)

## Ausgaben
- Bérénice. Théâtre, texte intégral, texte de l'éd. de 1697. Paris: Hachette. (Classiques Hachette.) ISBN 2-01-167817-X

Übersetzungen
- Berenize, in: Rudolf Alexander Schröder: Gesammelte Werke. Band 6. Corneille / Racine / Molière. In deutschen Alexandrinern. Suhrkamp, Berlin 1958, S. 163–226.
- Berenike. Britannicus. Aus dem Französischen von Simon Werle. Verlag der Autoren, Frankfurt am Main 2002. ISBN 3-88661-252-X

Für seine Racine-Übersetzungen erhielt Simon Werle den Paul-Celan-Preis.